# Supercoppa italiana (rugby a 15)
La Supercoppa italiana è una competizione italiana di rugby a 15.
Creata nel 2006 dall'allora Lega Italiana Rugby d'Eccellenza (L.I.R.E.) e sospesa a tempo indefinito nel 2009, si tiene in gara unica e, nella sua prima versione, vedeva contrapposte, a ogni inizio di stagione, la squadra campione d’Italia in carica e la più recente detentrice della Coppa Italia.
Organizzata fino al 2008 dalla stessa L.I.R.E., con lo scioglimento di quest’ultima fu la Federazione Italiana Rugby (F.I.R.) ad assumersi la gestione della competizione, che tuttavia per lungo tempo non ebbe più un seguito dopo l’edizione 2009.
Fino ad allora si tennero in totale tennero quattro edizioni della Supercoppa; il Benetton ne vinse due, sempre da campione d’Italia (2006 e 2009); una coppa ciascuno vantano altresì Viadana (2007) e Parma (2008), entrambe partecipanti alla competizione da vincitrici della Coppa Italia.
Il Consiglio Federale della F.I.R. ha deciso, nel luglio 2025, di ripristinare la competizione e di affidarne la gestione a un nuovo organismo di rappresentanza dei club, la Lega Italiana Rugby.
La prima disputa del nuovo titolo tuttavia non vede protagoniste squadre provenienti dalla Coppa Italia: essa infatti vede di fronte i campioni d'Italia in carica di Rovigo (vincitori anche della Coppa Italia) contro Viadana, finalista sconfitta di campionato ma neppure qualificata per i play-off di Coppa Italia.

## Albo d’oro
| Edizione | Vincitore |
| -------- | --------- |
| 2006     | Benetton  |
| 2007     | Viadana   |
| 2008     | Parma     |
| 2009     | Benetton  |

## Dettagli delle gare

### 2006
| Arbitro: | Stefano Mancini (Frascati) |

| |              | |
| Palmer 12’ Picone 51’ | mt           | 3’ Galon 68’ Masetti |
| Marcato 12’, 51’ | tr           | 3’ Canale |
| Marcato 20’, 25’, 34’, 61’ | c.p.         | |
| · Williams · 73’ Mulieri · Goosen · 52’ Barbini · Legg · Marcato · 76’ Picone · 53-63’ Sbaraglini · 13-18’ Tejeda · 67’ Di Santo · 80’ Kingi · A. Pavanello · 56-66’ E. Pavanello · Orlando (c) · 67’ Palmer | Formazioni   | · Tuqiri · Ghidini 67’ · Galon 67’ · Sego 60-70’ · Mazzucato (c) · Canale 56’ · Pellicena · Fontana 67’ · Masetti · Staibano 80’ · Soffredini 80’ · Tait 67’ · Sciarretta 47-57’ · Pascu · R. Barbieri |
| · 13’, 67’ 18’ Allori · 80’ Filippucci · 56’ 66’ Faliva · 67’ Ansell · 76’ Lucchese · 52’ 80’ Pizarro · 73’ Perziano                                                                                         | Sostituzioni | · Zanini 67’ · Minello 80’ · Gumiero 67’ · Robuschi 56’ · Pavan 67’ · Frati 67’ |
| Craig Green | Allenatori   | Alessandro Ghini |

### 2007
| Arbitro: | Mauro Dordolo (Udine) |

| |              | |
| Howarth 20’, 40+2’, 44’ Pilat 80’ | c.p.         | 39’, 40+5’ Goosen |
| · Pedersen · 75’ Spadaro · Reid · Law · Mariani · 75’ Howarth · McGrath · 70’ Milani · 70’ Ferraro · Fernández Rouyet · 68’ Bezzi · Geldenhuys · Birchall · 58’ Harding · Benatti | Formazioni   | · Williams · Sartoretto · Horak · Sgarbi · Mulieri · Goosen 19-29’ · Semenzato · de Gregori 70’ · Vidal 58’ · Riva 40+3’ · Kingi · E. Pavanello · Ansell · Palmer · Johnson 64’ |
| · 70’ Sciamanna · 70’ Moretti · 68’ Vella · 58’ Persico · 75’ Pilat · 75’ Bortolussi                                                                                              | Sostituzioni | · Muccignat 70’ · E. Ceccato 58’ · A. Ceccato 40+3’ · A. Pavanello 64’ |
| Jim Love | Allenatori   | Franco Smith |

### 2008
| Arbitro: | Stefano Mancini (Frascati) |

| |              | |
| García 80+4’ M. Pratichetti 80+6’ | mt           | 15’, 40+1’ Emerick 79’ Pedersen |
| Fraser 80+4’, 80+6’ | tr           | 15’, 79’ Mazzariol |
| Raineri 27’, 30’, 46’ | c.p.         | 6’, 25’, 36’, 62’, 69’ Mazzariol |
| · Buso · 77’ Forcucci · M. Pratichetti · García · Stanojevic · 55’ Raineri · 41’ Patelli · 41’ Morelli · D'Apice · 48’ Borsi · 73’ Beccaris · Bernabò · Dal Maso · Cattina · 20’ Zaffiri (c) | Formazioni   | · Rubini · R. Pavan · Pedersen 80+1’ · Emerick 73’ · Mariani 79’ · Mazzariol · Travagli · De Marchi · Tejeda 79’ · Winter 67-77’ · Tveraga 74’ · Taele · Sciarretta · Pascu · Vosawai |
| · 41’ Bocca · 48’ 67-77’ Evans · 73’ Sidoli · 20’ Cristiano · 41’ Griffen · 55’ Fraser · 77’ McLean                                                                                          | Sostituzioni | · Giazzon 79’ · Vallejos Cinalli 74’ · Quartaroli 79’ · Chillon 73’ · Fiorani 80+1’                                                                                                   |
| Marc Delpoux | Allenatori   | Andrea Cavinato |

### 2009
| Arbitro: | Stefano Marrama (Padova) |

| |              | |
| Thrower 75’ | mt           | 16’, 80+4’ Williams 40+3’ Ghiraldini 66’ Vilk 80+7’ Filippucci |
| Irving 12’ | c.p.         | 3’ McLean |
| · Thrower · Mannato · Quartaroli · 67’ R. Pavan · Mariani · Irving · 73’ Ireland · 71’ Fontana · 50’ Tejeda · 79’ Nebbett · Lewaravu · 61’ Vallejos Cinalli · Mandelli · 73’ Favaro · Vosawai (c) | Formazioni   | · Williams · Mulieri · Sgarbi · García 57’ · Vilk · McLean · Picone 49’ · Allori 41’ · Ghiraldini · Di Santo 52’ · A. Pavanello 41’ · van Zyl 71’ · Orlando 67’ · Zanni · Kingi |
| · 71’ Pompa · 50’ Giazzon · 79’ Romano · 61’ Minto · 73’ Robuschi · 73’ Bricoli · 67’ Fiorani | Sostituzioni | · Rizzo 41’ · A. Ceccato 52’ · E. Pavanello 41’ · Vermaak 71’ · Filippucci 67’ · Semenzato 49’ · Goosen 57’                                                                     |
| Andrea Sgorlon | Allenatori   | Franco Smith |